# Björnsjön, Halland
Björnsjön är en sjö i Halmstads kommun i Halland och ingår i Fylleåns huvudavrinningsområde.